# استان پتسامو
استان پتسامو (فنلاندی: Petsamon lääni) از سال ۱۹۲۱ تا ۱۹۲۲، زمانی که در استان اولو ادغام شد، یک استان فنلاند بود. این پانل به فنلاند اجازه دسترسی به اقیانوس منجمد شمالی را می‌داد تا اینکه در سال ۱۹۴۴ به اتحاد جماهیر شوروی ملحق شد.